# Festivaletteratura

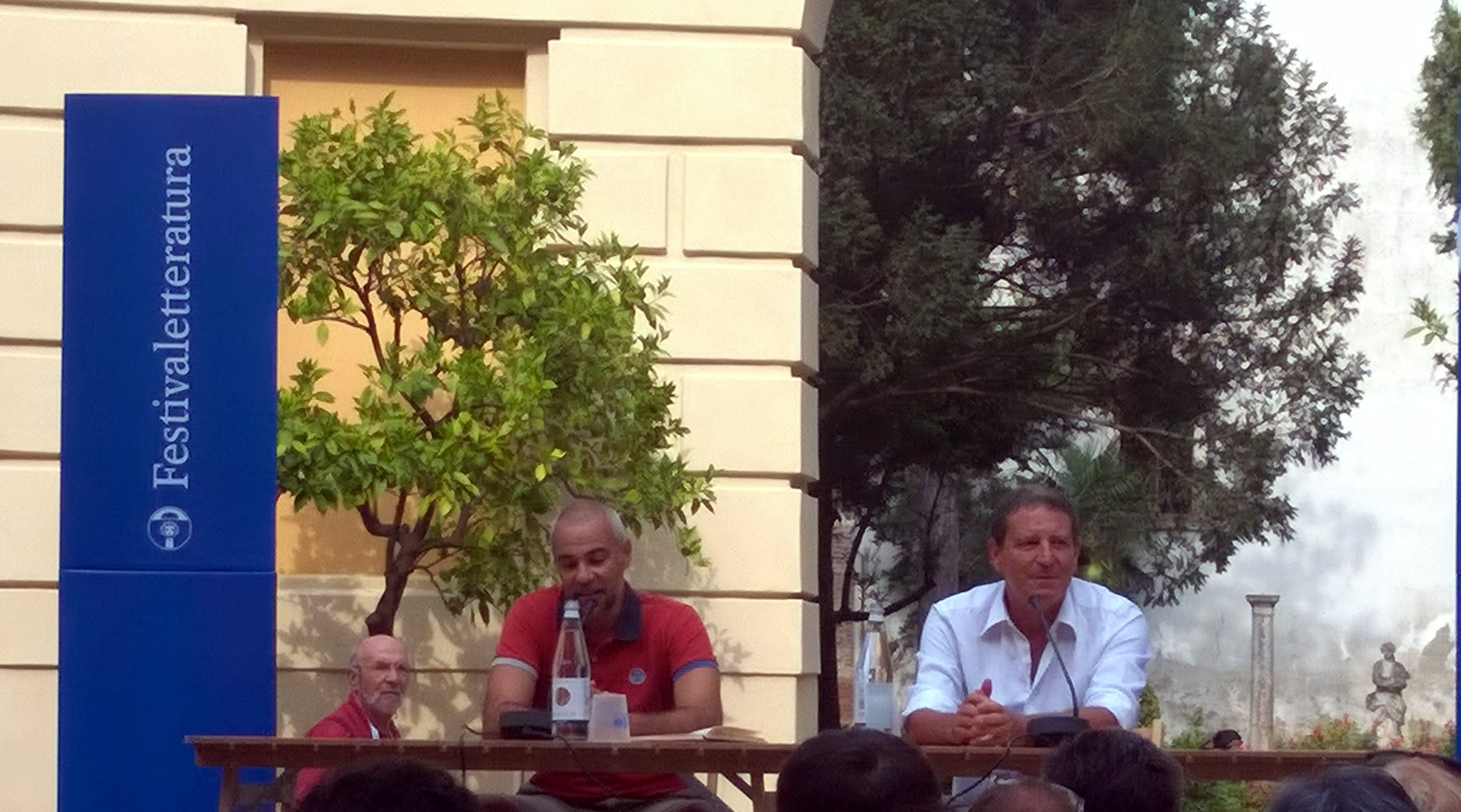
Gigi Riva e Marco Malvaldi al Festivaletteratura 2016

Il Festivaletteratura di Mantova è una manifestazione culturale nata nel 1997 che si tiene nei primi giorni di settembre, durante la quale si susseguono incontri con autori, reading, spettacoli, concerti e installazioni artistiche.

## La storia
Gli organizzatori hanno preso spunto da iniziative simili sperimentate nei paesi anglosassoni: nello specifico il Festival di Mantova si è ispirato a quello di Hay-on-Wye nel Galles. L'idea era nata dopo che nel 1995 la Regione Lombardia aveva incaricato Comedia, una agenzia inglese che si occupava di consulenza per lo sviluppo urbano, che sentite le istituzioni pubbliche e realtà produttive e associative locali, suggerì la creazione di un festival letterario.
La manifestazione è cresciuta nelle diverse edizioni, sia per numero di eventi che per pubblico: dalle 15.000 presenze nei 105 eventi della prima edizione di 1997, si è giunti alle 122.500 presenze (delle quali 63.500 a pagamento) dell'edizione 2019. Nel giugno 2009 fu annunciato che Festivaletteratura avrebbe avuto un proprio archivio. Nel 2016 la rassegna è giunta alla XX edizione.

## Svolgimento della manifestazione
Il Festivaletteratura ha inizio di mercoledì, con l'inaugurazione alla presenza delle autorità e del comitato organizzatore, e termina la domenica successiva, con l'evento conclusivo di Piazza Castello.

## I luoghi

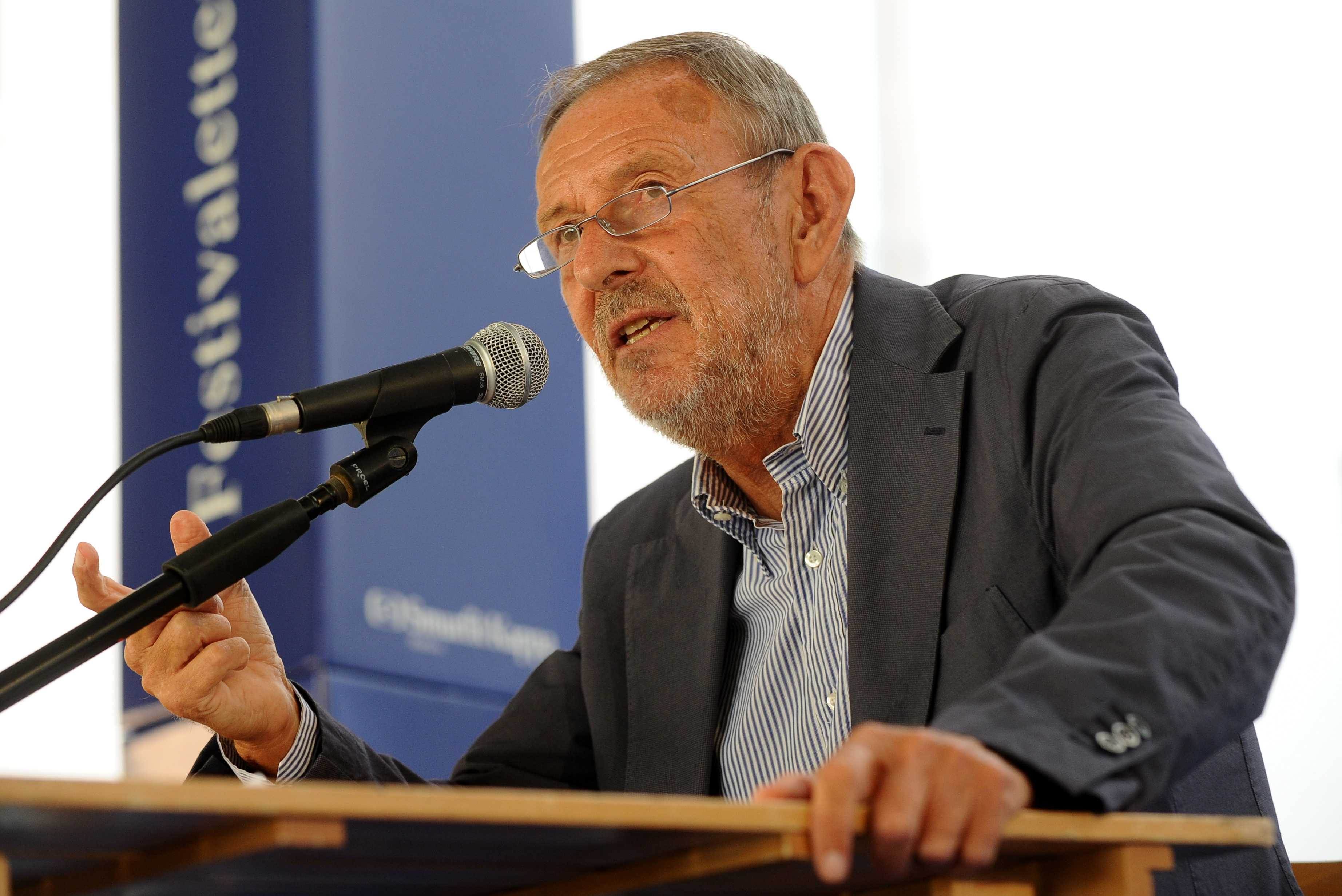
Umberto Curi al Festivaletteratura 2012

Piazze, chiese, teatri e palazzi ospitano gli eventi del festival. Alcuni di questi ogni anno vengono riproposti, altri vengono inseriti a rotazione con, ogni anno, nuovi luoghi proposti:
- Archivio di Stato (Sacrestia e cortile)
- Atrio degli Arcieri (Palazzo Ducale)
- Fondazione Università di Mantova - Aula Magna
- Bosco Fontana
- Cantine di Vincenzo Gonzaga (Palazzo Ducale)
- Cappella di Palazzo del Mago
- Casa della Beata Osanna
- Chiesa di San Maurizio
- Chiesa di Santa Maria della Vittoria
- Chiostro della chiesa di San Barnaba
- Chiostro di Sant'Agnese
- Conservatorio Lucio Campiani
- Cortile della Cavallerizza (Palazzo Ducale)
- Liceo ginnasio “Virgilio”
- Palazzo d'Arco
- Palazzo dell'Agricoltura

- Palazzo della Ragione
- Palazzo di San Sebastiano
- Piazza Castello (Palazzo Ducale)
- Piazza Erbe
- Piazza L.B. Alberti
- Piazza Mantegna
- Piazza Lega Lombarda
- Piazza Virgiliana
- Seminario Vescovile
- Teatreno
- Teatro Ariston
- Teatro Bibiena
- Teatro Sociale
- Tenda Sordello

## Qui comincia la lettura

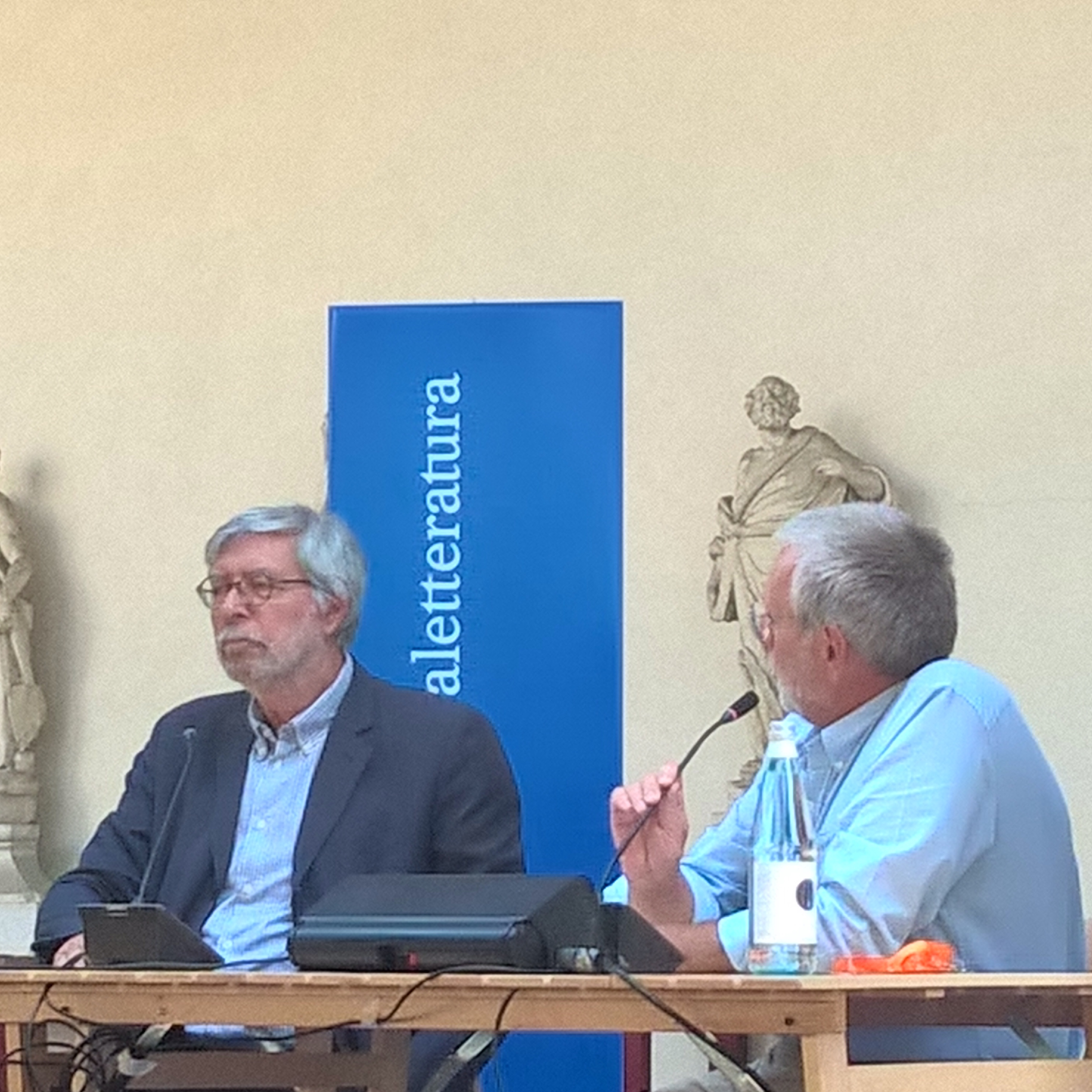
Domenico Starnone e Massimo Cirri al Festivaletteratura 2017

Tra il 2006 e il 2010 Festivaletteratura ha portato avanti il progetto di lettura collettiva Qui comincia la lettura. L'ultimo giorno del festival veniva proposto il titolo di un libro, da cui la comunità di lettori prendeva spunto per organizzare svariate attività, come reading, adattamenti teatrali, cene a tema e workshop. L'idea fu lanciata per la prima volta in occasione del decennale di Festivaletteratura. Durante l'inverno e la primavera, il libro, diventava occasione di incontri e di animazione culturale. Sul sito internet www.quicomincialalettura.it venivano segnalati i sostenitori del progetto e le manifestazioni organizzate incentrate sul libro proposto. La distribuzione gratuita in un grande numero di copie imponeva che il titolo fosse esente da diritti d'autore e pertanto la scelta cadde su autori nati nel XIX secolo:
- 2006 - Jolanda, la figlia del Corsaro Nero (1905) di Emilio Salgari. In questa edizione, grazie al supporto di vari enti e associazioni e della trasmissione Mompracem di Radio Città del Capo si bandì un concorso letterario sul tema e i migliori racconti pervenuti vennero raccolti nell'antologia Sangue corsaro nelle vene[5]. L'antologia raccoglie vari autori che spaziano dal noir al fantastico, tra i quali Matteo Bortolotti, Alessandro Ghebreigziabiher, Paolo Agaraff, Kai Zen, Luca Masali, Paolo Roversi.
- 2007 - Il bacio di una morta (1889) di Carolina Invernizio
- 2008 - Alpinisti Ciabattoni (1888) di Achille Giovanni Cagna
- 2009 - Amore e Ginnastica (1892) di Edmondo De Amicis
- 2010 - Zanna Bianca (1906) di Jack London